# Metsküla (Märjamaa)
Metsküla – wieś w Estonii, w prowincji Rapla, w gminie Märjamaa.